# Handelsbalans
Handelsbalans är ett mått som används inom nationalräkenskaper och makroekonomi. Det utgörs av differensen mellan värdet av en ekonomisk export och import av varor. Om differensen är positiv kallas den handelsöverskott, om den är negativ kallas den handelsunderskott. 
Handelsbalansen är en del av den bredare bytesbalansen. Summan av handelsbalans och tjänstebalans, som är summan av export och import av tjänster, kallas ibland nettoexport (NX) eller den primära bytesbalansen.